# Dafni (Amaliada)
Dafni  este un oraș în Grecia în prefectura Elida.